# 八つの神様
八つの神様（やっつのかみさま）は、熊本県玉名郡和水町の観光スポットである。1993年頃に町おこしの為に考案され、身体にまつわる八つの神が祭られる。

## 八つの神様
- 命の神様[2]：遠野立神。御神体は石であり、『命助けの神様』とされる。生死にかかわる病気の時、一生に一度だけ、必ず願いが叶えられると言われる。
- 目の神様[3]：龍造寺氏に属する岩本という武士を祀る。村人達は、無病息災の祈願所として祀り、特に目の病に霊験あらたかな神様として祭るようになった。
- 耳の神様[4]：柳川由布大炊助の墓。佐々成政の騎馬大将として、肥後国人一揆を鎮めるために参戦。豊後由布氏の一族。墓前には火吹き竹が供えられている。
- 歯の神様[5]：歯がうずく時には、白砂又は米をお供えして参拝する習わしがある。
- 胃の神様[6]：胃弱の人が、どじょうを参拝途中の池に入れてお供えするお参りを続けると、不思議にも元気を取り戻すという。現在、池は消滅。
- 性の神様[7]：七郎神。子孫繁栄・安産・夫婦和合の神様。塩井谷神社の主祭神である。
- いぼの神様[8]：鎮座している巨石を総称して、地元では『いぼ石さん』と呼ぶ。この石には、いぼ取りの効能があるという。
- 手足の神様[9]：足手荒神（上益城郡）の分霊。小さな池には、わずかだが今でも白い水がこんこんと湧き出ている。「竜神がくれた乳の水」とされている。

いずれも熊本県玉名郡和水町の名所として、観光客が訪れることで知られる。